# Myrsine trinitatis
Myrsine trinitatis är en viveväxtart som beskrevs av A. Dc. Myrsine trinitatis ingår i släktet Myrsine och familjen viveväxter. Inga underarter finns listade i Catalogue of Life.